# Hüseyin Tok
Hüseyin Tok (sinh 9 tháng 9 năm 1988) là một cầu thủ bóng đá Thổ Nhĩ Kỳ thi đấu ở vị trí trung vệ cho Manisaspor. Tok cũng là một cầu thủ quốc gia, thi đấu ở các cấp độ U-17, U-19, và U-21.

## Cuộc sống và sự nghiệp
Tok sinh ra ở Sakarya, Thổ Nhĩ Kỳ. Anh bắt đầu sự nghiệp chơi bóng với câu lạc bộ địa phương Sakaryaspor năm 2002. Tok ra mắt chuyên nghiệp ở mùa giải 2006-07. Năm 2008, anh được chuyển đến Manisaspor.

## Sự nghiệp quốc tế
Tok thi đấu ở các cấp độ U-17, U-19, và U-21.